# 乗馬歩兵
乗馬歩兵（Mounted infantry）とは、徒歩行軍する代わりに馬に乗って移動する歩兵である。近世ヨーロッパで用いられた竜騎兵も本来は乗馬歩兵の一種だった。1911年のブリタニカ百科事典によれば、「乗馬小銃兵とは半ばだけ騎兵であり、乗馬歩兵とは特別な移動が可能な歩兵にすぎない」としている。
今日では、自動車が軍馬に取って代わったことで、自動車化歩兵はいくつかの点で乗馬歩兵の後継者となっている。

## 火器時代以前
乗馬歩兵の起源は、少なくとも組織化された戦争の始まりにまでさかのぼる。古代の青銅の鎧は重かったため、一騎打ちで決着を付ける場合の代表者は戦車で決闘場に赴いた。
重装歩兵の進化に伴い、重装歩兵の中には、馬に乗って戦場まで移動してから、下馬してファランクスに配置されるものもいた。初期のガイウス・マリウスの改革以前の古代ローマ軍には、歩兵が騎兵隊の鞍にすがって移動し、下馬してから戦闘に参加する部隊があった。ガリア人とゲルマン人のコミタトゥスは二人乗りを使用していると報告されており、2人目の戦士は、徒歩で戦うために下馬する前に、短い距離だけ騎乗した。中国の漢王朝もまた、対匈奴戦争（漢匈戰爭）で乗馬歩兵を広範に使用した。漢の遠征ではかなりの期間、軍隊の大多数は馬に乗った。これには馬から下りて戦う「乗馬歩兵」と、馬に乗ったまま戦う「乗馬騎兵」のいずれもが含まれる。
馬を使って機動性を高める他の注目すべき歩兵には、ジェノヴァ弩兵や、襲撃先の上陸地点周辺で見つけたすべての馬を集めるヴァイキングが含まれる。

## 竜騎兵

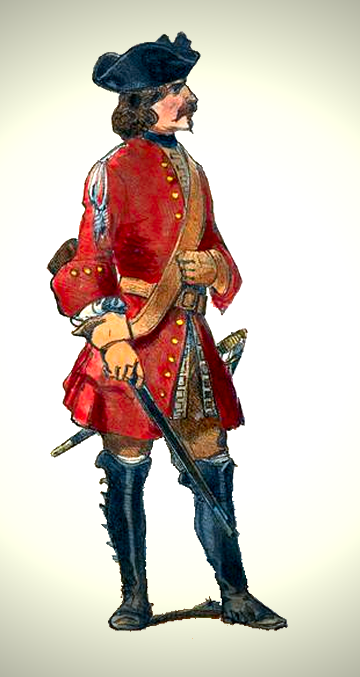
フランスの竜騎兵（1700年頃）。

竜騎兵はもともと乗馬歩兵だった。乗馬と歩兵戦闘に関する訓練を受けていた。しかし、運用は時代とともに変化し、18世紀には、竜騎兵は従来の軽騎兵部隊へと進化した。竜騎兵連隊は、17世紀後半から18世紀初頭にかけてほとんどのヨーロッパ諸国の軍で設立された。
この名は、フランス陸軍の竜騎兵が携行する銃の一種「ブランダーバス」が「竜」と呼ばれていたことに由来している可能性がある。フランス語では竜と竜騎兵（ドラゴンとドラグーン）という言葉の区別はない。
この称号は、現代では、多くの装甲連隊または儀式用連隊によって保持されている。

## 19世紀
19世紀半ばにそれまでよりも素早く、そして精度の高い射撃が可能なピストルとライフルが発明されたことで、もともと防御力に劣る騎兵の弱点がさらに強まった。多くの軍隊は、状況に応じて馬に乗ることも、徒歩で戦うこともできる部隊を使い始めた。剣と槍で馬に乗って戦うと、敵の火器から身を隠せないが迅速な移動が可能になり、ピストルとライフルを使って徒歩で戦うと、掩蔽を利用して防御線を形成することができる。
この時期の最初の乗馬歩兵部隊は、米墨戦争中に乗馬小銃兵連隊として出現した（1861年に第3騎兵連隊に再編された）。これに続く部隊が、たとえば1880年代にオーストラリアで編成された。これらの部隊には「乗馬小銃兵 mounted rifles」や「軽騎馬 Light Horse」などの用語がよく使用された。
フランス外人部隊は、1880年代からラバに乗った中隊を使用していた。各ラバは隊員2名によって共有され、交代でそれに乗った。この配置により、1日で60マイルをカバーできるより速くより長い行軍が可能になった。
アメリカ南北戦争の西部戦線では、いくつかの歩兵連隊が乗馬歩兵に改編され、連発可能な小銃で武装した。チカマウガの戦いで活躍したワイルダー旅団は、北軍の乗馬歩兵の一例である。
イギリス陸軍では、イギリス帝国の一部の歩兵部隊が偵察と小競り合いに備えた乗馬歩兵だった。さらに各地の植民地、たとえばセイロン島（Ceylon Mounted Rifles）、ケープ植民地（Cape Mounted Riflemen）、ナタール（Natal Carbineers）、東ケープ（Marshall's Horse）などで、地元で編成された多くの部隊が、乗馬歩兵として戦った。
第二次ボーア戦争では、ボーア人を模倣したイギリス軍によって、乗馬歩兵の大部隊が編成された。さまざまな臨時部隊のうち、帝国ヨーマン兵は1900年と1901年に英国の志願兵から編成された。オーストラリア、カナダ、ニュージーランドからの派遣兵力の多く（オーストラリア軽騎兵Australian Light Horseなど）はMI（乗馬歩兵）であり、帝国軽騎兵Imperial Light Horseや南アフリカ軽騎兵South African Light Horseなどの地元からの非正規軍もいた。
その戦争から学んだ教訓の一部として、イギリスの通常の騎兵連隊は歩兵と同じライフルで武装し、下馬戦術の訓練を受けた。標準的な歩兵用ライフルのより銃身が短いLECこと「リー・エンフィールド騎兵カービン銃マークI」は、1896年に導入された。

## 20世紀の動向
多くのヨーロッパの陸軍も、乗馬歩兵が馬を使用したのと同じような形で自転車歩兵を使用していた。しかし、彼らは適切な道路の必要性によって障害を持っていた。
第一次世界大戦中のベエルシェバの戦い (1917年)で騎兵突撃に参加したオーストラリア第4軽騎馬旅団は、一般的な媒体では乗馬歩兵旅団とされているが、実際にはニュージーランド騎馬小銃旅団（New Zealand Mounted Rifles Brigade。この戦いにも参加している）と同様に騎馬小銃部隊（mounted rifles）だった。旅団といいつつも、それを構成する軽騎馬連隊は歩兵大隊以下の規模でしかなく、この軽旅団が実際に戦線に配備できる小銃の数は1個大隊と大差ないものだった。
その結果、彼らの運用法も兵員不足を反映したものとなり、戦術的には、梯団による大量攻撃ではなく、その大きな機動力を火力と組み合わせた戦い方になった。
1920年代から1930年代にかけて、馬から自動車への移行に伴い、乗馬歩兵は姿を消し始めた。ドイツは第二次世界大戦中の独ソ戦でもいくつかの乗馬歩兵部隊を配備し、両方の戦線で自転車部隊を配備した。
ドイツとイギリス（第一次世界大戦で自転車大隊を使用していた）の両方がオートバイ大隊を実験した。ドイツはまた、第二次世界大戦中、歩兵部隊内で馬と自転車を利用したが、ドイツが自国の領土に撤退するにつれて自転車の使用が増加した。
日本は第二次世界大戦中、1941年から1942年にかけてのマレー半島（イギリス領マラヤ）での作戦で銀輪部隊を配置し、シンガポールまで進撃した。
フィリピンスカウト（Philippine Scouts）の騎兵連隊は、第二次世界大戦の早期にフィリピン防衛戦を支援した。
米陸軍の第10山岳師団は、第二次世界大戦中も乗馬偵察部隊を維持し、第二次世界大戦中にイタリアとオーストリアで活動した。
スイスのように軍事的伝統に定着している国々では、冷戦期まで馬に乗った軍隊を保持していた。スウェーデンは雪のない季節は、歩兵の多くを自転車に乗せていた。